# Ahmad Shah Abouwi
Ahmad Shah Abouwi (ur. 1930, zm. ?) – afgański hokeista na trawie.
Był jednym z reprezentantów Afganistanu w hokeju na trawie na Letnich Igrzyskach Olimpijskich 1956, które odbyły się w Melbourne.